# Felix (rapero)
Felix Lee (Seven Hills, Sídney, Nueva Gales del Sur, 15 de septiembre de 2000), más conocido como Felix (필릭스), es un rapero y cantante australiano. Es popularmente conocido por ser miembro del grupo Stray Kids, formado por JYP Entertainment en 2017.

## Biografía y carrera

### 2000-2018: Primeros años e inicios en su carrera musical
Felix nació el 15 de septiembre de 2000 en los suburbios de Seven Hills, Sídney, Australia. Su familia está compuesta por padres y dos hermanas, Rachael y Olivia. Estudió en el St Patrick's Marist College. Felix practicó taekwondo durante doce años y participó repetidamente en competencias, donde ganó más de sesenta premios. Además, también practicó natación.
En 2016, Felix fue invitado a realizar una audición para JYP Entertainment en su país natal. Sin embargo, decidió completar sus estudios antes de mudarse a Corea del Sur. Finalmente, en febrero de 2017, Felix se convirtió en aprendiz. En agosto del mismo año, se anunció que JYP junto con Mnet estaban preparando un nuevo reality show, que tenía como objetivo formar un grupo de chicos. La peculiaridad de este programa fue que desde el principio el grupo ya estaba formado y el objetivo de los chicos era debutar con nueve integrantes. En el octavo episodio, Felix fue eliminado del programa debido a las deficiencias de sus actuaciones en vivo y su poca habilidad en el idioma coreano. Sin embargo, gracias a Park Jin-young, el fundador de JYP, tuvo la oportunidad de actuar nuevamente en el episodio final del programa. Durante este episodio, gracias al voto de la audiencia y la decisión final de Park, Felix se convirtió en integrante de Stray Kids. Felix debutó con el lanzamiento del EP I Am Not el 25 de marzo de 2018.

### 2019-presente: Actividades en solitario
Desde julio de 2019 hasta enero de 2020, Felix fue el presentador del programa de televisión Pops in Seoul de Arirang TV. En el programa, Felix tenía su propio espacio llamado Felix's Dance How To!, en el que les enseñó a los televidentes los movimientos de varias coreografías de K-pop.
El 14 de marzo de 2021, junto a Changbin, publicó la canción «Because» (좋으니까) para la cual escribió la letra y Bang Chan arregló la música para el proyecto SKZ-Record. El 19 de junio realizó una colaboración titulada «Up All Night» (오늘 밤 나는 불을 켜) con Bang Chan, Changbin y Seungmin para SKZ-Player, JYP Entertainment informó que debido a una hernia de disco, Felix no estaría presente en las actuaciones de Stray Kids y volvería a sus actividades tan pronto como los médicos lo permitieran.
En junio de 2022, Felix participó en la canción «No Problem» para el debut en solitario de Nayeon.  Así mismo, en diciembre, en el álbum recopilatorio SKZ-Replay de Stray Kids se incluyó la primera canción en solitario de Felix, «Deep End»  y durante el 5-Star Dome Tour del grupo en 2023, interpretó en vivo por primera vez su canción inédita «Rev It Up».
En octubre de 2023, hizo una corta aparición en el videoclip «Heartris» para el debut del grupo NiziU. Al mes siguiente, participó en la campaña Love Your W de W Korea para crear conciencia sobre el cáncer de mama. Este mismo mes, fue nombrado como «Hombre del año» de GQ Korea y apareció en la portada de la edición de diciembre de la revista.
El 4 de enero de 2024, se anunció que había donado 100 millones de wones para ayudar a los niños de Laos que sufren de malas condiciones sanitarias y nutricionales, se convirtió en el miembro más joven del Club de Honores de Unicef y el primer miembro de 2024. Más tarde, el 7 de febrero, viajó a Laos en su tiempo libre para realizar trabajo voluntario con niños.
Felix colaboró con la cantante japonesa LiSA en la canción «ReawakeR», que se utilizó como tema de apertura de la segunda temporada del anime Solo Leveling Arise from the Shadow. La canción se lanzó digitalmente el 5 de enero de 2025 y físicamente el 5 de marzo, de acuerdo a varios medios de comunicación la canción encabezó la lista de ventas de canciones digitales mundiales de Billboard. En mayo, se convirtió en modelo del celular Samsung Galaxy S25 Edge en Corea del Sur. En junio, la cadena de bebidas de té de burbujas Gong Cha anunció que Felix es su nuevo embajador de marca global.

## Moda
En abril de 2023, Felix recibió una invitación para asistir al desfile Pre-Fall 2023 de Louis Vuitton en Seúl, Corea del Sur. Un mes después, nuevamente fue invitado, esta vez para presenciar el desfile de Louis Vuitton Cruise 2024 en Italia. En este último evento, se convirtió en el único artista surcoreano presente durante la presentación de la colección Cruise 2024 de Louis Vuitton. A partir de ese momento, los seguidores de Stray Kids comenzaron a especular sobre una posible colaboración entre el rapero y la casa de moda francesa, aunque en ese momento no se había confirmado oficialmente. Durante la participación de Stray Kids en el festival de música Lollapalooza París 2023 y en el concierto 5-Star Dome Tour del grupo, Felix fue visto vistiendo regularmente prendas de Louis Vuitton. Esto generó especulaciones entre los seguidores de Stray Kids sobre una posible colaboración futura entre Felix y la marca de moda. Finalmente, el 22 de agosto, Louis Vuitton anunció oficialmente que Felix se había convertido en embajador de la marca. El director creativo de Louis Vuitton, dijo:

Estoy muy contento de que Felix se haya unido a Louis Vuitton. Lo conocí cuando presenté mi colección Pre-Fall 2023 en Seúl, y de inmediato causó una impresión en nosotros. Él es realmente talentoso; me encanta su energía, su personalidad única y su estilo audaz.
Nicolas Ghesquière 

Un aspecto destacado de esta noticia es que Felix ha sido nombrado embajador de la marca en el ámbito de la moda femenina. Esto refleja la tendencia de Louis Vuitton hacia la moda sin género y destaca la diversidad en su enfoque del vestuario de lujo.

## Discografía

### Canciones
| Título                                                                            | Año            | Mejor posición | Mejor posición | Mejor posición | Mejor posición | Ventas         | Álbum          |
| Título                                                                            | Año            | COR            | HUN            | SGP            | EUA            | Ventas         | Álbum          |
| Colaboraciones                                                                    | Colaboraciones | Colaboraciones | Colaboraciones | Colaboraciones | Colaboraciones | Colaboraciones | Colaboraciones |
| --------------------------------------------------------------------------------- | -------------- | -------------- | -------------- | -------------- | -------------- | -------------- | -------------- |
| «Because» (좋으니까) (con Changbin)                                               | 2021           | —              | —              | —              | —              | N/A            | SKZ-Replay     |
| «Up All Night» (오늘 밤 나는 불을 켜) (con Bang Chan, Changbin y Seungmin)        | 2021           | —              | —              | —              | —              | N/A            | SKZ-Replay     |
| Como artista invitado                                                             |                |                |                |                |                |                |                |
| «No Problem» (Nayeon featuring Felix)                                             | 2022           | —              | 30             | 25             | 10             | N/A            | Im Nayeon      |
| «–» indica que el lanzamiento no fue lanzado o no se posicionó en ese territorio. |                |                |                |                |                |                |                |

### Composiciones
| Canción                                       | Año  | Álbum          | Artista    | Letras     | Letras                            | Música     | Música                             |
| Canción                                       | Año  | Álbum          | Artista    | Acreditado | Con                               | Acreditado | Con                                |
| --------------------------------------------- | ---- | -------------- | ---------- | ---------- | --------------------------------- | ---------- | ---------------------------------- |
| «Glow»                                        | 2018 | Mixtape        | Stray Kids | Yes        | Changbin, Lee Know                | No         | —                                  |
| «Who?»                                        | 2018 | I Am Who       | Stray Kids | Yes        | Woojin, Han                       | Yes        | Woojin, Han, Hong Ji-sang          |
| «Wow» (Lee Know, Hyunjin, Felix)              | 2020 | Go Live        | Stray Kids | Yes        | Lee Know, Hyunjin                 | No         | —                                  |
| «Surfin'»                                     | 2021 | Noeasy         | Stray Kids | Yes        | Changbin, Lee Know                | Yes        | Changbin, Lee Know, Versachoi      |
| «Domino» (English version)                    | 2021 | Christmas EveL | Stray Kids | Yes        | Bang Chan, Changbin, Han, Junoflo | No         | —                                  |
| «Muddy Water» (Changbin, Hyunjin, Han, Felix) | 2022 | Oddinary       | Stray Kids | Yes        | Changbin, Han, Hyunjin            | Yes        | Changbin, Han, Hyunjin, Millionboy |
| «Taste» (Lee Know, Hyunjin, Felix)            | 2022 | Maxident       | Stray Kids | Yes        | Hyunjin, Lee Know                 | Yes        | Hyunjin, Lee Know, Bang Chan       |
| «Deep end»                                    | 2023 | SKZ-Replay     | Stray Kids | Yes        | Sim Eunjee                        | Yes        | Sim Eunjee                         |
| «Super Bowl»                                  | 2023 | 5-Star         | Stray Kids | Yes        | Bang Chan, Changbin, Han          | No         | —                                  |
| «FNF»                                         | 2023 | 5-Star         | Stray Kids | Yes        | Bang Chan                         | Yes        | Bang Chan, Trippy                  |

## Filmografía

### Programas de televisión
| Año  | Título                 | Cadena | Nota(s)    |
| ---- | ---------------------- | ------ | ---------- |
| 2017 | Stray Kids             | Mnet   | Competidor |
| 2021 | Kingdom: Legendary War | Mnet   | Ganador    |